# 清苑区
清苑区在中国河北省中部，唐河流经境内，是保定市下辖的市辖区。区政府驻清苑镇迎宾街135号。清苑区的东闾村是远近闻名的天主教徒聚居的村落。

## 历史沿革

### 帝王时期
西汉置乐乡县，属信都国；东汉废；西晋重置，属高阳国，北魏新置清苑县，属高阳郡；北齐清苑、乐乡均废入永宁，后永宁改为乐乡；隋改乐乡县为清苑县，属河间郡；唐属河北道莫州；宋改为保塞县，属河北西路保州；金保州改属中都路；元属中书省保定路；明属直隶保定府；清因之属直隶省保定府。宋朝以来皆附郭。

### 民国时期
北洋政府时期属范阳道；國民政府时期为河北省省会。

### 中華人民共和国时期
中华人民共和国建立后，原清苑县城改为保定市，清苑县迁至南大冉，属保定专区。
1958年10月，国务院决定撤消清苑县，唐县、望都、清苑三县合并，称唐县。
1958年12月，清苑从唐县析出，成立保定市清苑区，治所南大冉。
1960年3月，清苑、完县、满城三区合并，称清苑县，县治满城县，仍属保定市。
1961年5月，恢复清苑县建制，治所迁回南大冉，改属保定专区。
1970年，保定专区改称保定地区，仍辖清苑县。
1986年5月，清苑县划归保定市。
2015年5月8日，撤销清苑县，设立保定市清苑区。

## 人口
2020年末，根據全國第七次人口普查数据显示常住人口为625246人。
根据河北省2018年经济年鉴的数据显示保定清苑区常住人口为65.3万人,户籍人口总户数为164396户，乡村人口62.79万人。

## 特色
- 清苑是中国大陆闻名的有色金属集散地，也是河北省花生出口的基地。

## 行政区划
清苑区下辖13个镇、5个乡：
清苑镇、冉庄镇、阳城镇、魏村镇、温仁镇、张登镇、大庄镇、臧村镇、望亭镇、东闾镇、白团镇、石桥镇、何桥镇、北店乡、李庄乡、北王力乡、孙村乡、阎庄乡和河北清苑经济开发区。

## 交通
高速公路：
- 京港澳高速(京石)、  沧榆高速（保沧）、 京武高速（雄郑）（建设中）

公路：
- 230国道、  336国道、 240国道
- 231省道、 328省道（保定南外环）、 331省道、 334省道、 329省道、 524省道、 604省道（保新路）

铁路：
- 京广高速铁路
- 津保城际铁路
- 雄忻高速铁路（建设中）
- 石雄城际铁路（建设中）
- 保定东站、 保定南站（建设中）

轨道交通:
- 雄安轨道交通R1线（建设中）